# Афлогион
Афлогион (валл. Afflogion) — суб-королевство, зависимое от Гвинеда. Основано в V веке.
После смерти Кунедды, один из его многочисленных сыновей, Афлоиг, занял полуостров Ллейн и основал своё государство, вассальное по отношению к Гвинедду. Авлоиг не оставил наследников и его государство унаследовал король Гвинедда.